# Jack Rovello
Jack Rovello (New York, 1º gennaio 1994) è un attore statunitense.

## Biografia
Perse suo padre quando aveva 4 anni ed è cresciuto con la madre Celeste, la nonna e il fratello David.
Ha iniziato a recitare in televisione nel 2001 e l'anno seguente ha debuttato al cinema nel film The Hours.

## Filmografia

### Cinema
- The Hours, regia di Stephen Daldry (2002)
- Lonesome Jim, regia di Steve Buscemi (2005)
- The Girl in the Park (2007)
- After.Life, regia di Agnieszka Wójtowicz-Vosloo (2009)

### Televisione
- Sex and the City – serie TV, episodio 4x06 (2001)
- La valle dei pini (All My Children) - serie TV, 1 episodio (2003)
- Ed - serie TV, 2 episodi (2003)
- Una vita da vivere (Once Life to Live) - serie TV, 16 episodi (2009)